# 7,62 × 38 mm R
La 7,62 × 38 mm R noto anche come 7,62 mm Nagant e cartuccia tipo R è una cartuccia progettata dalla fabbrica di armi Émile e Léon Nagant per il Revolver Nagant M1895. 

## Storia
La cartuccia venne progettata nel 1895 dalla fabbrica di armi belga Nagant per il revolver russo Nagant M1895 e venne subito adottata dall'esercito russo. La munizione venne impiegata in entrambe le guerre mondiali e nella guerra civile russa, tuttavia dopo il secondo dopoguerra venne utilizzata in maniera limitata nei conflitti e impiegata soprattutto a scopi sportivi.

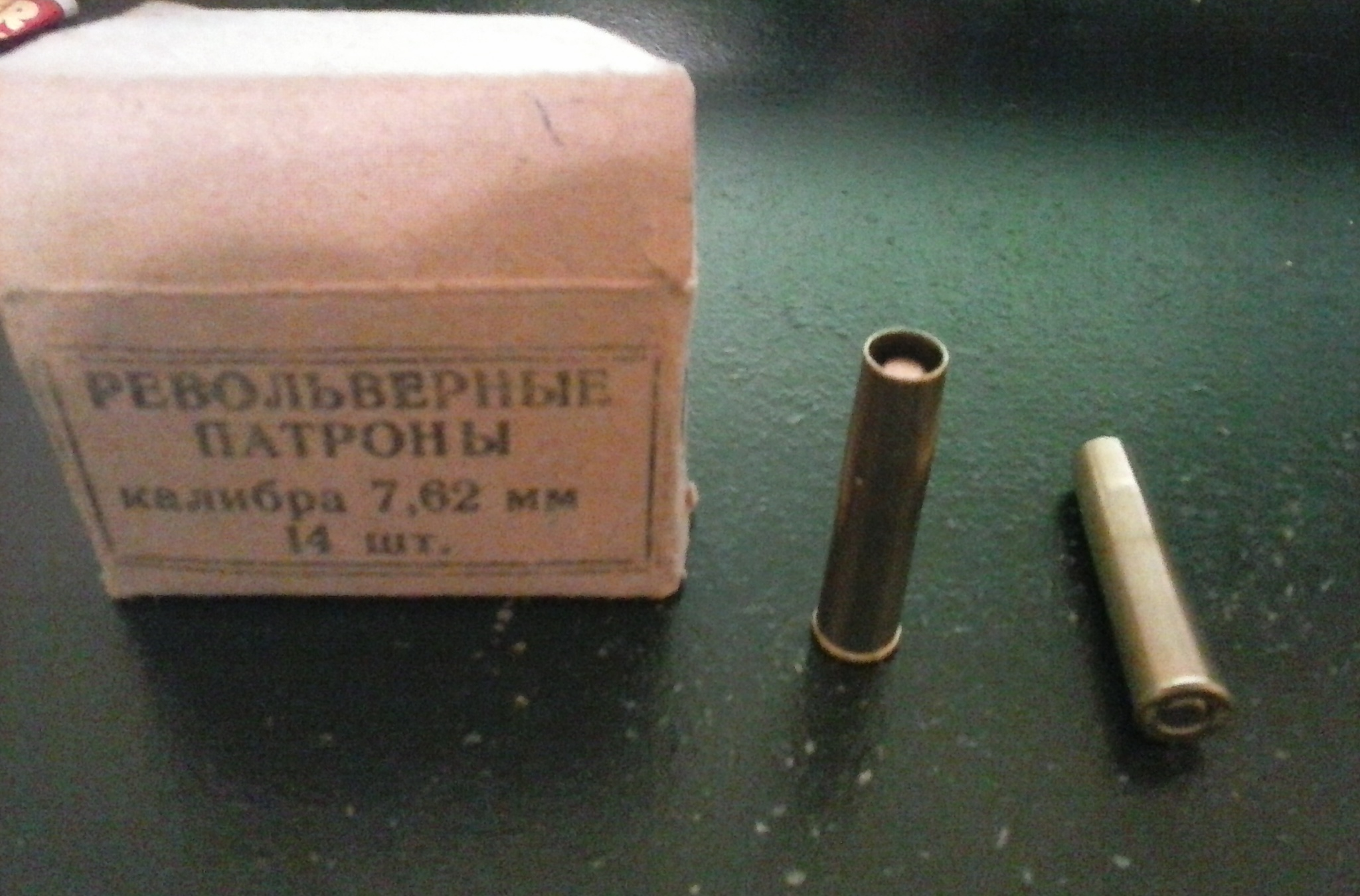
Munizioni militari sovietiche 7,62 × 38 mm R

## Caratteristiche
La polvere e la palla della cartuccia sono contenute all'interno del bossolo con la crimpatura appena sopra il proiettile, quando il bossolo viene esploso la crimpatura si apre nel cono di forzamento in modo da sfruttare i gas aumentando la velocità alla volata dell'arma. Grazie a ciò è stato possibile realizzare un silenziatore per l'arma, unico caso per i revolver.

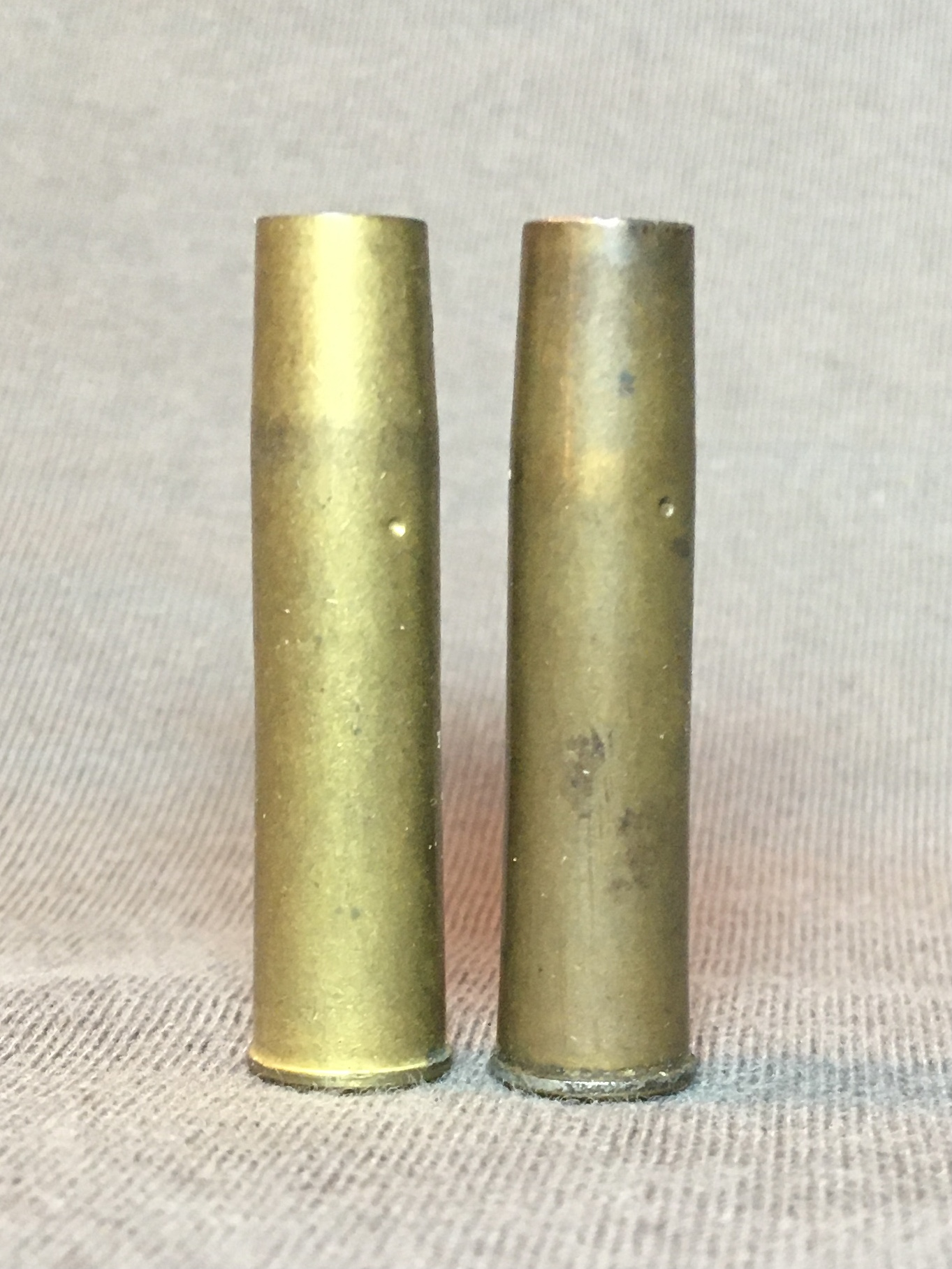
Bossoli della cartuccia 7,62 x 38 mm R degli anni '30 in ottone e in acciaio ramato (a destra).

Grazie al basso effetto letale causato della bassa velocità iniziale e la bassa capacità di penetrazione del proiettile la cartuccia e il Nagant M1895 vennero considerati armi poco efficienti, tuttavia un vantaggio della cartuccia è che lascia le camere completamente pulite e non è necessario raschiare via i residui di piombo e polvere.

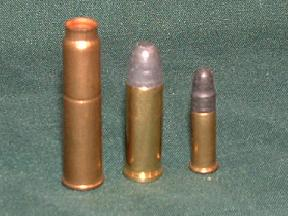
Cartuccia 7,62 × 38R (a sinistra) accanto a una .32 S&W Longe e una cartuccia LR .22.

## Produttori

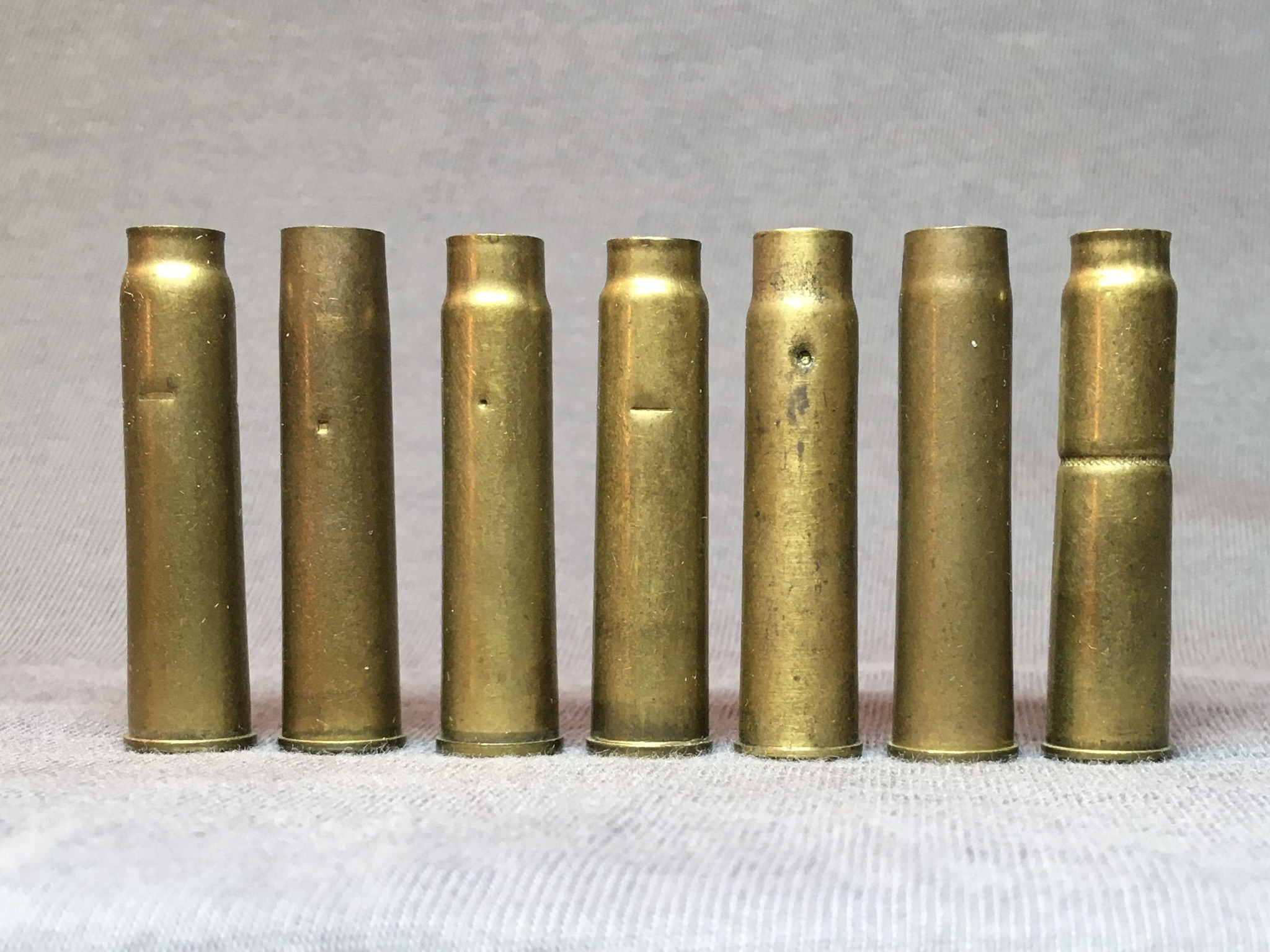
Cartucce Nagant straniere con diverse crimpature. Da sinistra a destra: 1 e 2 - RWS (Germania), 3 - Geco (Germania), 4 - GB (?), 5 - SFM (Francia), 6 - PS (Cecoslovacchia), 7 - GFL (Italia, moderna)

- Austria-Ungheria - prodotte dalla Georg Roth di Vienna.
- Belgio
- Cina - produzione di cartucce sportive.
- Cecoslovacchia - prodotte della Sellier & Bellot (SBP) di Praga.
- Francia - prodotte dalla SFM.
- Impero russo - prodotte nello stabilimento di cartucce di San Pietroburgo fino al 1918.
- Unione sovietica - prodotte dal1918 a Tula, nel 1942 la produzione fu evacuata a Jurjuzan', dove continuò fino al 1989.
- Italia - prodotte dalla Fiocchi.[3]
- Polonia - prodotte dallo stabilimento PWA-Skarzysko dal 1929 fino al 1939.
- Regno Unito - prodotto dalla Eley Bro's a Londra.
- Romania - prodotte limitatamente negli anni '20.
- Serbia - prodotte dalla Prvi Partizan.[4]
- Turchia

Attualmente, le cartucce commerciali sono prodotte solo dalla Fiocchi e dalla Prvi Partizan.